# Hårceller

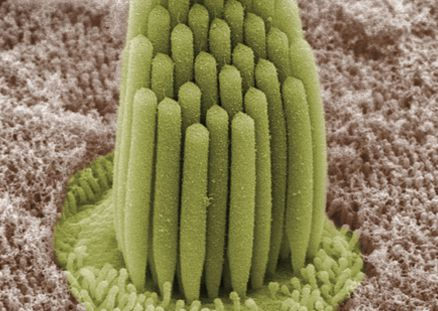
Stereocilier från innerörat hos en groda

Hårceller är sinnesceller. De är receptorceller som omvandlar mekaniska rörelser till nervsignaler. Hårcellerna är cylindriska till formen och har ett längre utskott, kinocilie samt omkring 100 stycken kortare som kallas stereocilier. Kinocilien är uppbyggd som rörliga cilier medan stereocilierna är orörliga. Stereocilierna är ordnade i antingen en V-form eller ett hexagonalt mönster.
Hårcellerna är viktiga komponenter i sinnesorgan hos många olika djur:
- Ryggradsdjuren har hårceller i sina balansorgan.[1]
- Hårceller sitter på basilarmembranet i hörselsnäckan och omvandlar vibrationer orsakade av ljudsignalen till en hörselförnimmelse som en nervimpuls.[2]
- I sidolinjeorganet som är ett känselorgan som finns hos de flesta fiskar. Sidolinjeorganet sitter längs djurets sida och gör det möjligt för dem att känna tryckförändringar i vattnet, som till exempel från rörelserna av ett anfallande rovdjur.
- Hårceller finns i elektriska sinnesorgan, elektroreceptorer hos broskfiskar.[1]